# Alstroemeria foliosa
Alstroemeria foliosa es una especie fanerógama, herbácea, perenne y rizomatosa perteneciente a la familia de las alstroemeriáceas. Se halla distribuida en Paraguay y en los campos de gran altitud del sudeste de Brasil. Es un geófito tuberoso y crece principalmente en el bioma tropical estacionalmente seco. Están entre los geófitos más abundantes en grupos de vegetación rocosa a gran altitud.

## Taxonomía
Alstroemeria foliosa fue descrita por Johann Jakob Roemer y Josef August Schultes, y publicado en Syst. Veg., ed. 15[bis]. 7: 740 (1829).
Etimología
Alstroemeria: nombre genérico que fue nombrado en honor del botánico sueco barón Clas Alströmer (Claus von Alstroemer) por su amigo Carlos Linneo.
foliosa: epíteto que hace referencia a la apariencia de las hojas de follaje abundante y frondoso, en lugar de la apariencia de cornetes o peltados más común en otras especies del género.

## Descripción
A. foliosa es una planta perenne de aproximadamente 40 centímetros (15,7 plg) de altura antes de su periodo de floración.